# NGC 2276
NGC 2276 (również PGC 21039 lub UGC 3740) – galaktyka spiralna z poprzeczką (SBc), znajdująca się w gwiazdozbiorze Cefeusza.

## Nazwa i odkrycie
Została odkryta 26 czerwca 1876 roku przez Friedricha Winnecke.
Została dwukrotnie skatalogowana w Atlasie Osobliwych Galaktyk – jako Arp 25 oraz razem z sąsiednią NGC 2300 – jako Arp 114.

## Charakterystyka

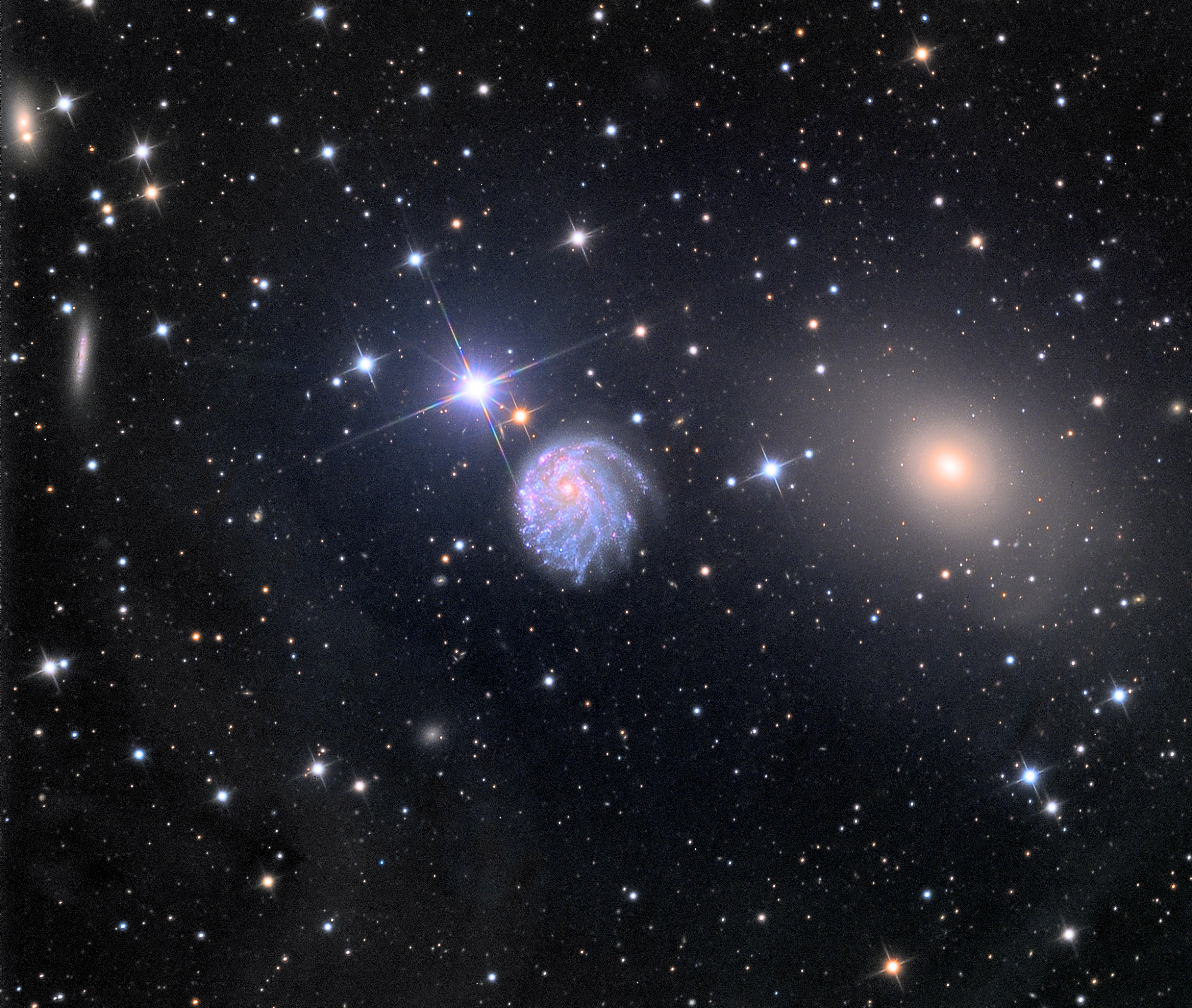
Arp 114. Z lewej NGC 2276, z prawej NGC 2300.

Należy do typu galaktyk spiralnych z poprzeczką (SBc), położona jest w gwiazdozbiorze Cefeusza. 
Galaktyka należy do grupy galaktyk NGC 2300, do której należy także jej główny składnik optyczny NGC 2300 oraz NGC 2268 i IC 455, a także prawdopodobnie UCG 03670. NGC 2276 jest galaktyką gwiazdotwórczą, rocznie w galaktyce powstają gwiazdy o łącznej masie 5-15 M☉.
Obiekt ma asymetryczny kształt, jej zachodni brzeg tworzy „dziób”, a wschodnia część to wyraźny „ogon”, w którym zachodzą niezwykle intensywne procesy gwiazdotwórcze. Nietypowy kształt galaktyki był przedmiotem wielu badań i o ile oczywiste jest, że galaktyka została zniekształcona poprzez interakcję z innymi obiektami, nie osiągnięto jeszcze konsensusu jaki proces fizyczny doprowadził do kształtu w jakim jest współcześnie obserwowana.
W galaktyce tej zaobserwowano liczne supernowe: SN 1962Q, SN 1968V, SN 1968W, SN 1993X i SN 2005dl oraz nietypowo wiele źródeł rentgenowskich – dotychczas odkryto piętnaście takich obiektów, z czego przynajmniej osiem klasyfikowanych jest jako ultraintensywne źródła rentgenowskie.